# 七沢城
七沢城（ななさわじょう）、または七沢要害（ななさわようがい）は、神奈川県厚木市七沢にあった室町時代の日本の城。

## 概要
第5代鎌倉公方・足利成氏と、関東管領・上杉憲忠（山内上杉氏）との確執により、1450年（宝徳2年）に勃発した江の島合戦の際、由比ガ浜から退却した上杉憲忠方の長尾景仲・太田資清（道真）らが糟屋庄の七沢山に築いたとされ、「七沢山要害」として史料（『鎌倉大草紙』）上に現れる。
1486年（文明18年）の上杉定正（扇谷上杉氏）による太田道灌暗殺を契機として、扇谷・山内両上杉氏の間で1487年（長享元年）2月に勃発した長享の乱では、扇谷上杉の本拠地・糟屋館（伊勢原市）の北の守りとして上杉朝昌（上杉定正の兄弟）が守備に入ったが、山内上杉の上杉顕定・上杉憲房親子の攻撃を受けた。山内上杉側の感状などの史料には「彼城没落」など、落城を思わせる記載がある。なお同2月5日の実蒔原の戦い（さねまきはらのたたかい）では、河越城（埼玉県川越市）から駆け付けた上杉定正の軍が激戦の末辛うじて勝利し、山内上杉軍を敗走させている。
以後、扇谷上杉氏数代が七沢城に拠ったと伝わるが、上杉氏の手から離れた時期など、判然としない点が多い。『日本城郭大系』（第6巻 千葉・神奈川）では、16世紀初頭には三浦氏の勢力下にあり、三浦義同が伊勢盛時（北条早雲）に敗れて相模中部における勢力を失う1512年（永正9年）頃に廃城ないし放棄されたと推論している。

## 城跡
丹沢山地東部の、相模川支流の玉川と日向川に挟まれて東向きに伸びる丘陵尾根筋に造られた山城である。
城跡は、現在、AOI七沢リハビリテーション病院（旧・神奈川県七沢リハビリテーション病院脳血管センター）が所在する尾根が「城（ジョウ）」と呼ばれ、中心的な曲輪であったとされているが、同センター建設の際に主要な遺構は破壊されたとされる。しかし、尾根筋の末端部や、小谷を挟んで南側にある別の尾根には、堀切や土塁などの遺構がわずかに現存していることが確認されている。また、同センターの背後に聳える「高旗（タカハタ）」と呼ばれる標高175メートルの山稜は、上杉氏の持城であった頃に旗が立てられた場所と伝えられ、山頂部に堀切等の遺構がある。また同センターの西約1キロメートルに位置する標高375メートルの「見城台（ミジョウダイ）」と呼ばれる山にも小規模な曲輪と堀切が残されており、広範囲に遺構が広がる複合的な城郭であったと考えられている。